# الکسی لوتمان
الکسی لوتمان (انگلیسی: Aleksei Lotman؛ زادهٔ ۶ مهٔ ۱۹۶۰) سیاستمدار، طرفدار محیط زیست و زیست‌شناس اهل استونی است. وی از سال ۲۰۱۰ تا ۲۰۱۱ رهبر سبزهای استونی و از سال ۲۰۰۷ تا ۲۰۱۱ نماینده مجلس استونی بوده.